# Immi Hellén
Ingeborg (Immi) Hellén, född 14 januari 1861 i Kuorevesi, död 20 januari 1937 i Helsingfors, var en finsk poet. Helléns  mest kända verk är verser för barn och barnvisor.
Immi Hellén gick i Tammerfors svenska flickskola och utexaminerades som folkskollärare vid seminariet i Jyväskylä 1884. Hon arbetade därefter som lärare i Vasa och 1885–1927 i Helsingfors. Hon var engagerad i nykterhetsrörelsen och djurskyddsföreningen vilket också avspeglas i hennes dikter och sånger.
Hellén skrev mer än tusen dikter, varav de flesta publicerades i tidningar för barn och ungdomar. I Kuorevesi har det 1998, 2001 och 2004 anordnats poesitävlingar som bär hennes namn.